# Спомен-обележје у Засавици II
Спомен-обележје у Засавици II је подигнуто у близини места где су Немци стрељали преко хиљаду људи, жена и деце и који су после рата сахрањени на овом месту. Налази се на месту званом Полој, у атару села Засавица II, у Мачви, која данас административно припада граду Сремска Митровица. Спомен-обележје је евидентирано непокретно културно добро.
Немци су половином октобра 1941. године на обали реке Саве, на њиви Лазара Љубичића стрељали 1057 Јевреја и више од 90 Рома и мештана Мачве. Посмртни остаци Јевреја су после рата есхумирани и сахрањени на Јеврејском гробљу у Београду.

## Изглед спомен-обележја
Спомен-обележје заузима троугласти простор, ограђен ниском оградом у комбинацији бетона и металних решетки, на којем се налази пет споменика. Неки споменици су подигнути одмах после рата, док је централни у организацији СУБНОР-а Сремска Митровица подигнут 7. јула 1977. године. Последњи подигнут споменик је укомпонован са постојећим и подигнут 2001. године у организацији Јеврејске заједнице Југославије и Јеврејске вероисповедне општине Беч.
Централни споменик је обележје се састоји од извишеног троугластог платоа и споменика натур бетона у облику латица, са месинганим улошком и са неколико месинганих штапића, која симболишу унуташњост цвета-симбол живота. испред обележја је гранитна спомен-плоча са текстом:
Недалеко од овог места на обали
Саве , окупатор је 1941. године стрељао
преко 900 људи, жена и деце.
По ослобођењу земље, овде је пре-
нето и у заједничку гробницу посмр-
тно сахрањено око 800 жртава тог
фашистичког злочина.
Нека ово обележје буде спомен
на жртве и подсећа генерације на бе-
зобзирне злочине.
7. јула 1977. године
Општински одбор
СУБНОР-а
Сремска Митровица
Лево од централног споменика се налази уобичајени надгробни споменик од црвенкастог мермера са крстом на врху и улесаним српом, чекићем, звездом петокраком и текстом: Жртвама немачког терора 1941—1944.
Следећа три споменика, подигнута после рата, налазе се десно од центалног и представљају класичне надгробне споменике, саграђених од тераца, са постављеним или уклесаним крстовима. На споменицима су уклесана имена погинулих чланова породица и обележена је гробница стрељаних шапчана са именима и годинама живота.
Поред централног споменика је, у организацији Јеврејске заједнице Југославије, уклопљен и постављен споменик са текстом на три језика: српском, хебрејском и немачком: Крај овог места 12 и 13. октобра 1941. стрељано је 800 аустријских Јевреја чији су посмртни остаци пренети на Јеврејско гробље у Београду.

## Литаратура
- Подаци коришћени из дописа 205/2000 од 17. 10. 2000. Завода за заштиту споменика културе Сремска Митровица